# Hluk
Hluk är en stad i Tjeckien.   Den ligger i distriktet Okres Uherské Hradiště och regionen Zlín, i den östra delen av landet, 260 km sydost om huvudstaden Prag. Hluk ligger 225 meter över havet och antalet invånare är 4 424.
Terrängen runt Hluk är platt åt nordväst, men åt sydost är den kuperad. Runt Hluk är det ganska tätbefolkat, med 100 invånare per kvadratkilometer. Närmaste större samhälle är Uherský Brod, 9,6 km öster om Hluk. Trakten runt Hluk består till största delen av jordbruksmark.